# The Washingtonians
"The Washingtonians" és el dotzè episodi de la segona temporada de Masters of Horror, dirigida per Peter Medak. L'episodi està basat en la història curta escrita per Bentley Little. Detalla un home que descobreix un secret impactant sobre George Washington que podria trencar per sempre la visió del món dels Estats Units i la germandat assassina que va jurar mantenir el secret segur.

## Trama
Mike Franks (Johnathon Schaech) descobreix una estranya carta amagada darrere d'un retrat de George Washington mentre busca per la casa de la seva àvia recentment morta. La carta diu: "Escollaré els vostres fills i me'ls menjaré. En acabar, faré estris amb els seus ossos". amb la signatura "G. W.", juntament amb una forquilla feta presumiblement amb os humà. Després del funeral de la seva àvia, el seu amic Samuel Madison (Myron Natwick) intenta convèncer Mike perquè li doni la carta. Quan Mike es nega, els membres d'un grup de patriotes psicòtics, amb dents de fusta i vestits amb perruques enpolsinades de la Guerra Revolucionària Americana comencen a atreure's a la família i finalment intenten entrar a casa seva. Demanen la carta, però es veuen obligats a marxar quan Mike truca a la policia.
Mike recorre al professor Harkinson (Saul Rubinek), un amic de confiança i empleat de la universitat local, per obtenir informació. Harkinson li parla sobre "els Washingtonians" i com la història s'ha basat en una imatge falsa dissenyada per ocultar la veritat, fent referència al canibalisme de Washington i al fet que Benjamin Franklin és un personatge compost basat en els assoliments de diverses altres persones. Aviat són atacats pels Washingtonians una vegada més i, tot i que Harkinson aconsegueix escapar amb la carta, Mike, la seva dona Pam (Venus Terzo) i la seva filla Amy (Julia Tortolano) són segrestats i portats a Mount Vernon, la casa del president assassí.
És aquí que es verifica la naturalesa assassina i caníbal dels Washingtonians, quan Mike i la seva família són portats a un menjador gran i opulent i són testimonis d'una taula plena de Washingtonians, (incloent-hi Samuel i altres habitants del poble que havien conegut anteriorment), un banquet de cos humà mutilat. Els Washingtonians desvelen el secret del seu reconegut líder.
Tanmateix, abans que cap dels Washingtonians pugui fer mal a Mike i la seva família, Harkinson i un equip d'agents de l'FBI enren i matar tots els Washingtonians. Harkinson torna la carta a Mike i li demana que expliqui la veritat a tot el món.
A l'epíleg, que té lloc sis mesos després, els francs s'han convertit en vegetarians i, per a la seva sorpresa, la cara de Washington al billlet d'un dòlar dels Estats Units es substitueix per la de George W. Bush.

## Canvis respecte a la història original
L'episodi Masters of Horror es va reproduir amb un estil més camp que l'humor negre del conte original, i el final es va canviar. En lloc de fer que Harkinson i els seus companys de rescat siguin casaques vermelles, la policia arriba amb ell i els Washingtonians són simplement abatuts. L'epíleg de l'episodi també va ser un afegit.

## Recepció
La pel·lícula va ser ridiculitzada com a involuntàriament divertida i acusada d'oferir "el pitjor final de Bush del món".